# Pavillon de Flore

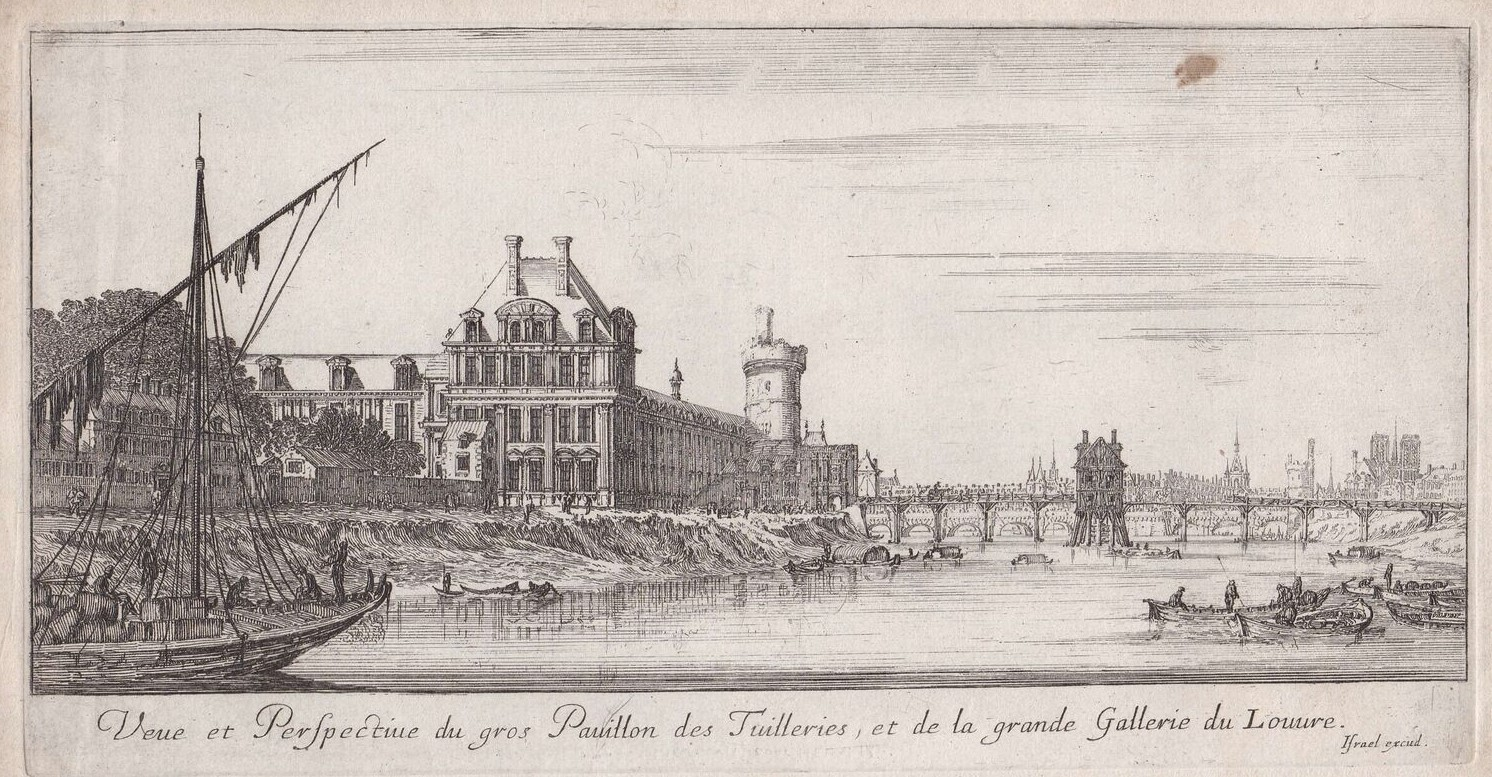
Le gros Pavillon des Tuileries (aujourd'hui Pavillon de Flore) et la grande Galerie du Louvre, par Israël Silvestre - ca. 1650.

Le pavillon de Flore est un bâtiment du palais du Louvre, qui faisait partie autrefois du palais des Tuileries, à Paris. Il constitue aujourd'hui, comme pendant du pavillon de Marsan, l'extrémité du Louvre. Le pavillon de Flore est aujourd'hui relié au reste du palais par l'aile de Flore. C'est par lui que l'on découvre le Louvre lorsque l'on remonte la Seine. Le pavillon doit son nom, officieux puis officiel au Ballet de Flore, donné en 1669 dans le salon du premier étage du pavillon.

## Le premier pavillon

Plan du palais du Louvre, le pavillon de Flore figure en rouge, en bas à gauche.

### Pavillon de l'Égalité
Situé à l'angle du palais des Tuileries (côté Seine), le pavillon de Flore est débaptisé sous la Révolution française pour devenir le « pavillon de l'Égalité ».
Lors de l'emprisonnement de la famille royale au palais des Tuileries, la princesse de Lamballe occupa le rez-de-chaussée du pavillon et Madame Élisabeth, le premier étage.

### Les comités
Plusieurs comités du gouvernement révolutionnaire étaient installés au pavillon de Flore, à l'époque de la Convention nationale, notamment le comité des monnaies, le comité de liquidation et examen de comptes, mais surtout le comité de salut public.
Chaque comité occupait coins et recoins du vaste bâtiment sans pouvoir tenir tous puisque le Comité de sûreté générale, capital dans la marche du pouvoir, surtout lorsque la Terreur fut à l'ordre du jour, devait se contenter de l'hôtel de Brionne, implanté au bord de la place du Carrousel. Un couloir de planches le reliait au palais des Tuileries.

#### Comité des Monnaies
Il était installé au rez-de-chaussée, qui fut habité entre les journées des 5 et 6 octobre 1789 et la journée du 10 août 1792, par la princesse de Lamballe.

#### Comité de liquidation
Il occupait, au premier étage, l'ancien appartement de Madame Élisabeth.

#### Comité de salut public
Principal comité du gouvernement révolutionnaire et le plus connu, il était installé dans les appartements de la reine Marie-Antoinette, situés au rez-de-chaussée de la partie méridionale du palais des Tuileries (contre le pavillon de Flore). Lui aussi, peu à peu, gagne l'appartement de Louis XVI à l'entresol.

On y pénétrait par un escalier donnant accès aux deux premières baies, côté Carrousel, et près du pavillon de Flore, mais les salles de réunions donnaient sur le jardin.

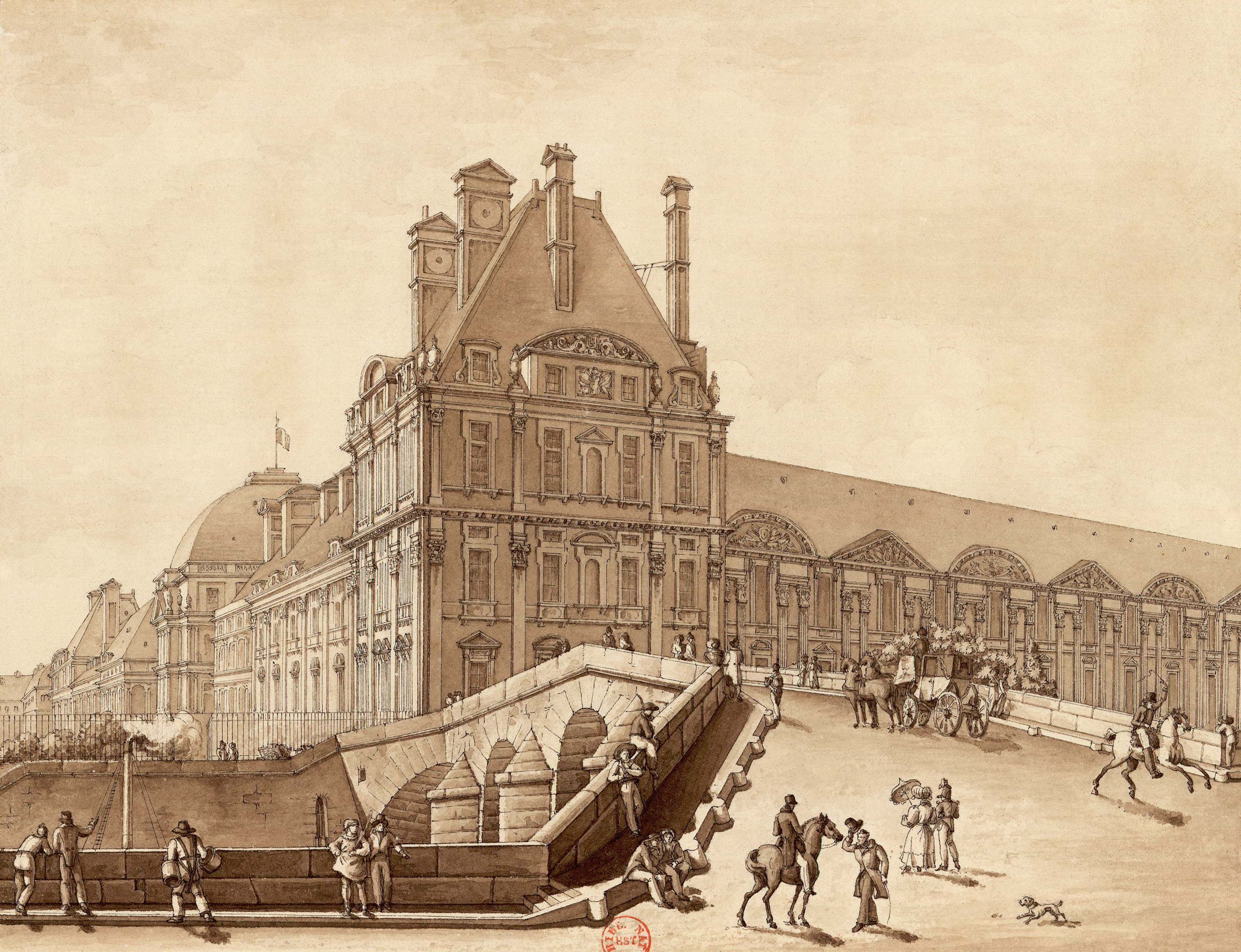
Le pont Royal et le pavillon de Flore en 1814.
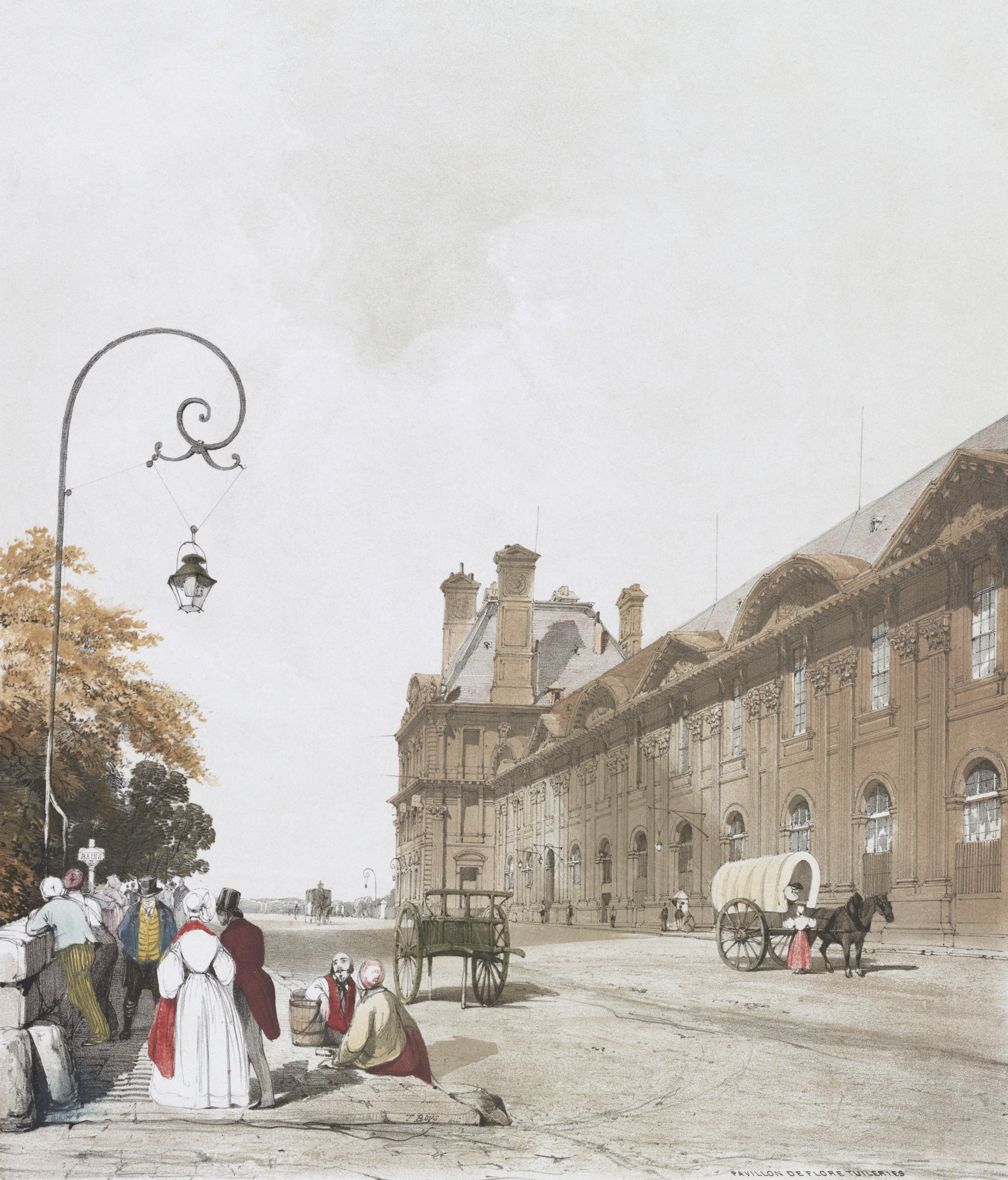
Thomas Shotter Boys, Le Pavillon de Flore (1839).

## Le pavillon actuel
Le pavillon de Flore menaçant ruine sous le règne de Napoléon III, celui-ci autorisa en 1861 sa démolition complète et sa reconstruction en 1864, sous la direction de l'architecte Hector-Martin Lefuel. 

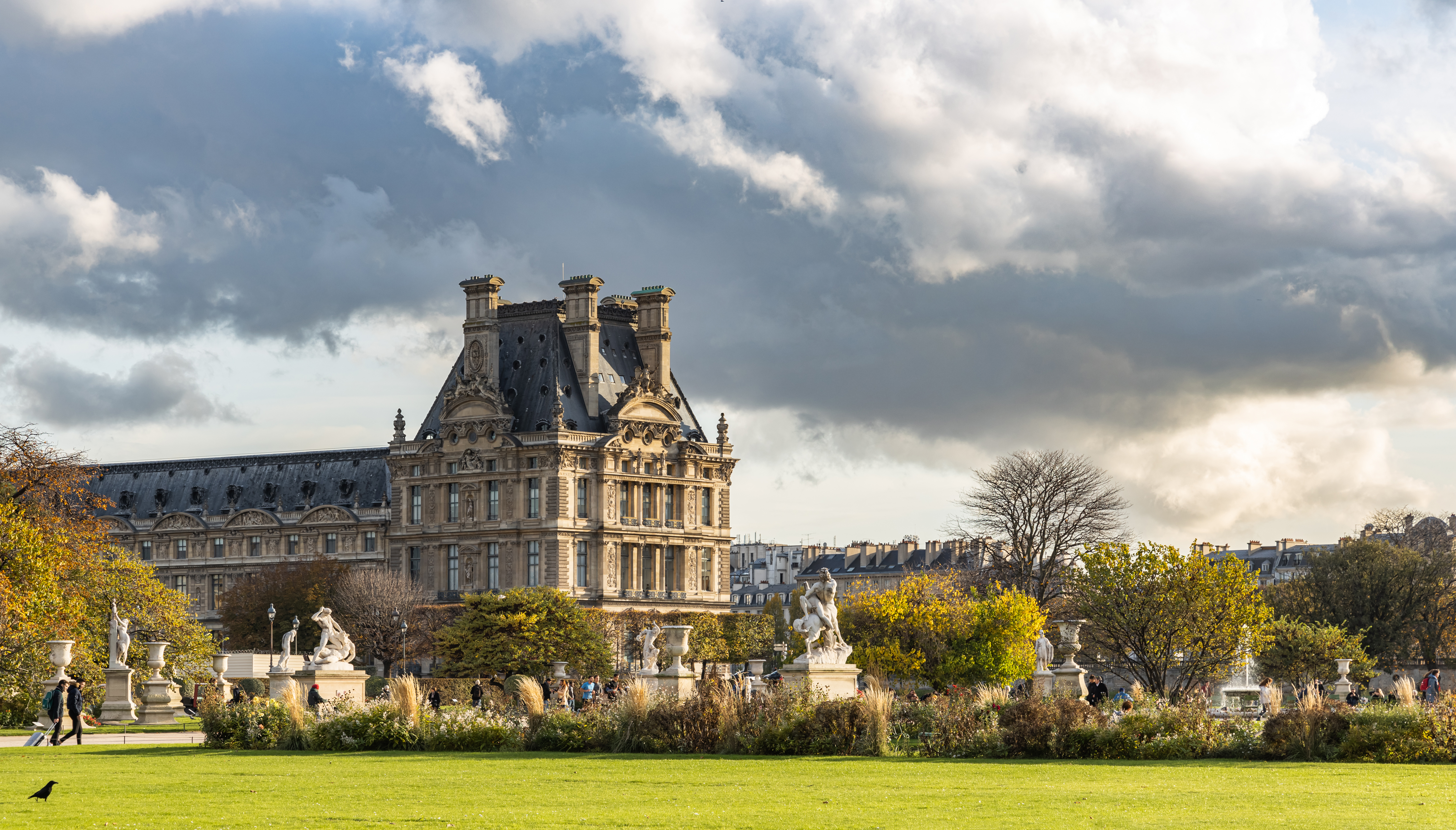
Le pavillon de Flore, vu du jardin des Tuileries en 2019.

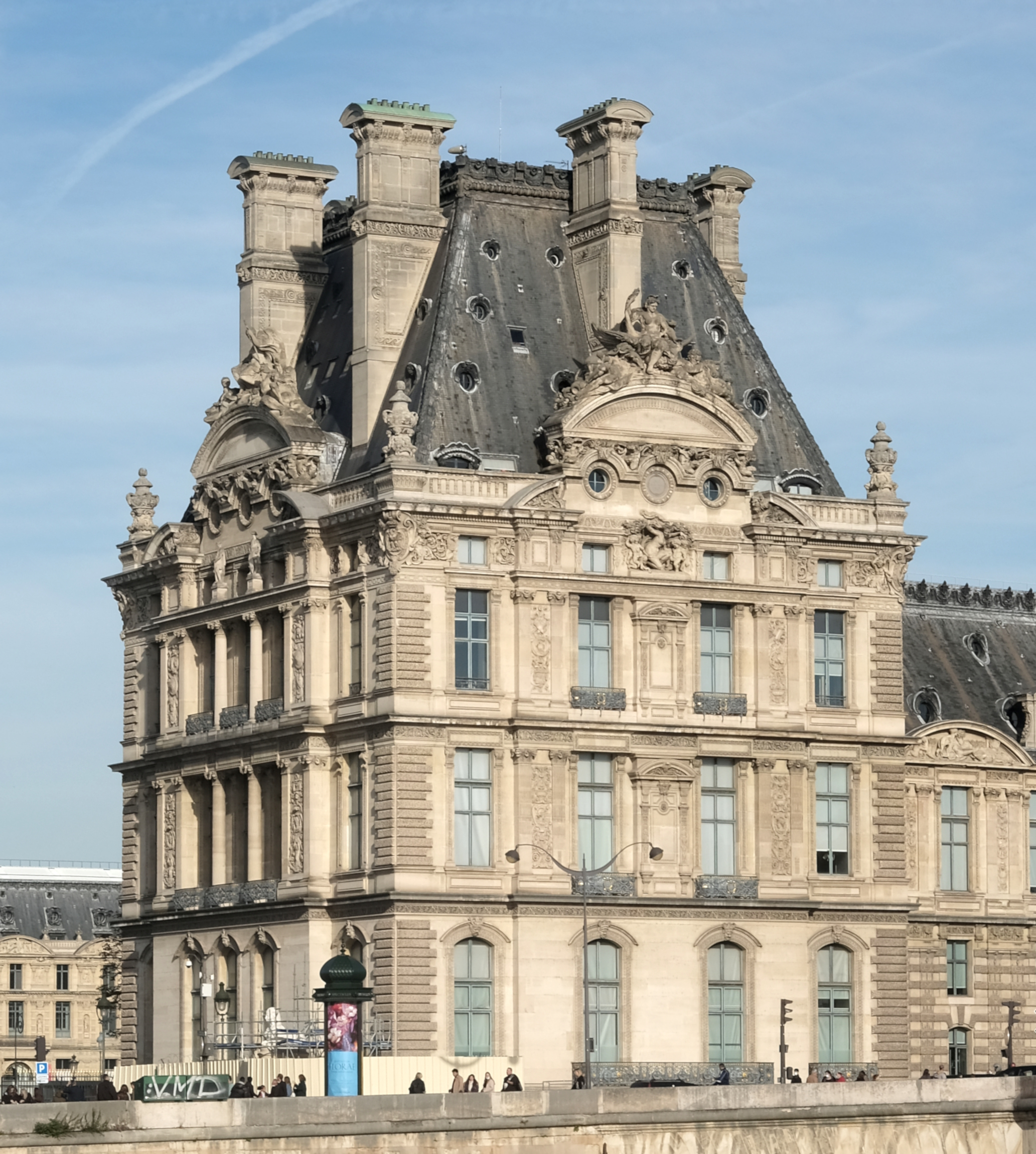
Le pavillon de Flore, vu depuis la rive gauche de la Seine en 2021.

Il est reconstruit dans les mêmes proportions, mais orné d'une façade réalisée dans le nouveau style établi par Lefuel à partir de la Cour Napoléon, visant à harmoniser les différents styles constituant le Louvre. Il est notamment orné des sculptures de Jean-Baptiste Carpeaux, dont son Triomphe de Flore. Au cours du XXe siècle, il abritait, entre autres départements, l'espace d'exposition temporaire du cabinet des arts graphiques, les peintures de l'école espagnole du XVIIe siècle et les sculptures du XIXe siècle, lesquelles bénéficiaient alors de la triple exposition de l'éclairage naturel de l'étage.
Il est aujourd'hui en grande partie occupé par le Centre de recherche et de restauration des musées de France, ainsi que par des logements de fonction des responsables du musée du Louvre et une partie de l’École du Louvre.